# بازی‌ها (فیلم)
بازی‌ها (انگلیسی: Games) یک فیلم تریلر روانشناسانه به کارگردانی کورتیس هرینگتن محصول سال ۱۹۶۷ است.

## بازیگران
- جیمز کان
- کاترین راس
- سیمون سینیوره
- کنت اسمیت
- ایان ولف
- دان استراود